# Dieter Ferschinger
Dieter Ferschinger (* 22. März 1972 in Güssing) ist ein österreichischer Friseur und Styling-Coach. Bekannt wurde er durch zahlreiche TV-Auftritte, darunter bei dem ProSieben-Format Germany’s next Topmodel und der RTL-Show Popstars.

## Leben und Karriere
Dieter Ferschinger begann seine berufliche Laufbahn mit einer klassischen Friseurausbildung. Ausbilder und Förderer bemerkten bereits in diesen frühen Jahren sein herausragendes Gespür für Stil und Ästhetik. Mit 23 Jahren machte sich Ferschinger selbstständig und wurde Inhaber seines ersten eigenen Salons in Graz. 2006 zog er in eine zentralere Lage um.
Durch regelmäßige TV-Auftritte als Styling-Experte erreichte er einen erheblichen Bekanntheitsgrad. Bei Germany’s next Topmodel arbeitete er im Styling-Team mit Heidi Klum zusammen. Unter anderem ist Ferschinger Botschafter der bekannten Marke Great Lengths-Haarverlängerungen.
2012 wurde er für den „Visionary Award“ in London nominiert. Ebenfalls in diesem Jahr stellte er seine neue Technik für die nahezu unsichtbare Einarbeitung von Extensions vor, deren Anwendung er zwischen 2012 und 2015 auch in Schulungen vorstellte und lehrte. Außerdem schulte er Great Lenghts-Frisöre in seiner eigenen Schneidetechnik für Haarverlängerungen („Starline Technik“) in der D-A-CH-Region und in Holland.
2016 erhielt seine exklusive Hair-Extensions-Linie, die „Dieter Ferschinger Hair Extensions“, ebenfalls große Anerkennung. Mit diesen Erfolgen konnte er sich immer weiter als Spezialist für Haarverlängerungen bei Kunden und Kollegen der Branche etablieren.
Als internationaler Styling-Coach ist er bei zahlreichen Fotoshootings von Weltkampagnen tätig.
Bekannte Persönlichkeiten wie Daniela Katzenberger, die österreichische Sportlerin Eva-Maria Gradwohl, die Sängerin Melissa Naschenweng und die Influencerin und Bachelor-Kandidatin Sarah Harrison zählten zu seinen Kundinnen, auch international bekannte Promis wie Popstar Kesha, Roy Horn und Steffi Graf.
Im Mai 2022 eröffnete er eine zweite Filiale im Kaufhaus Kastner & Öhler in Graz.